# Warzone (Yoko-Ono-Album)
Warzone ist das dreizehnte Solo-Studioalbum von Yoko Ono. Gleichzeitig ist es einschließlich der drei Avantgarde-Alben sowie Some Time in New York City, Double Fantasy, Milk and Honey, zweier Interview-Alben mit ihrem Ehemann John Lennon, zweier Kompilationsalben, des Live-Albums der Plastic Ono Band als auch dem Studioalbum mit Kim Gordon und Thurston Moore und der Remixalben das insgesamt dreißigste Album Yoko Onos. Es wurde am 19. Oktober 2018 veröffentlicht.

## Entstehungsgeschichte

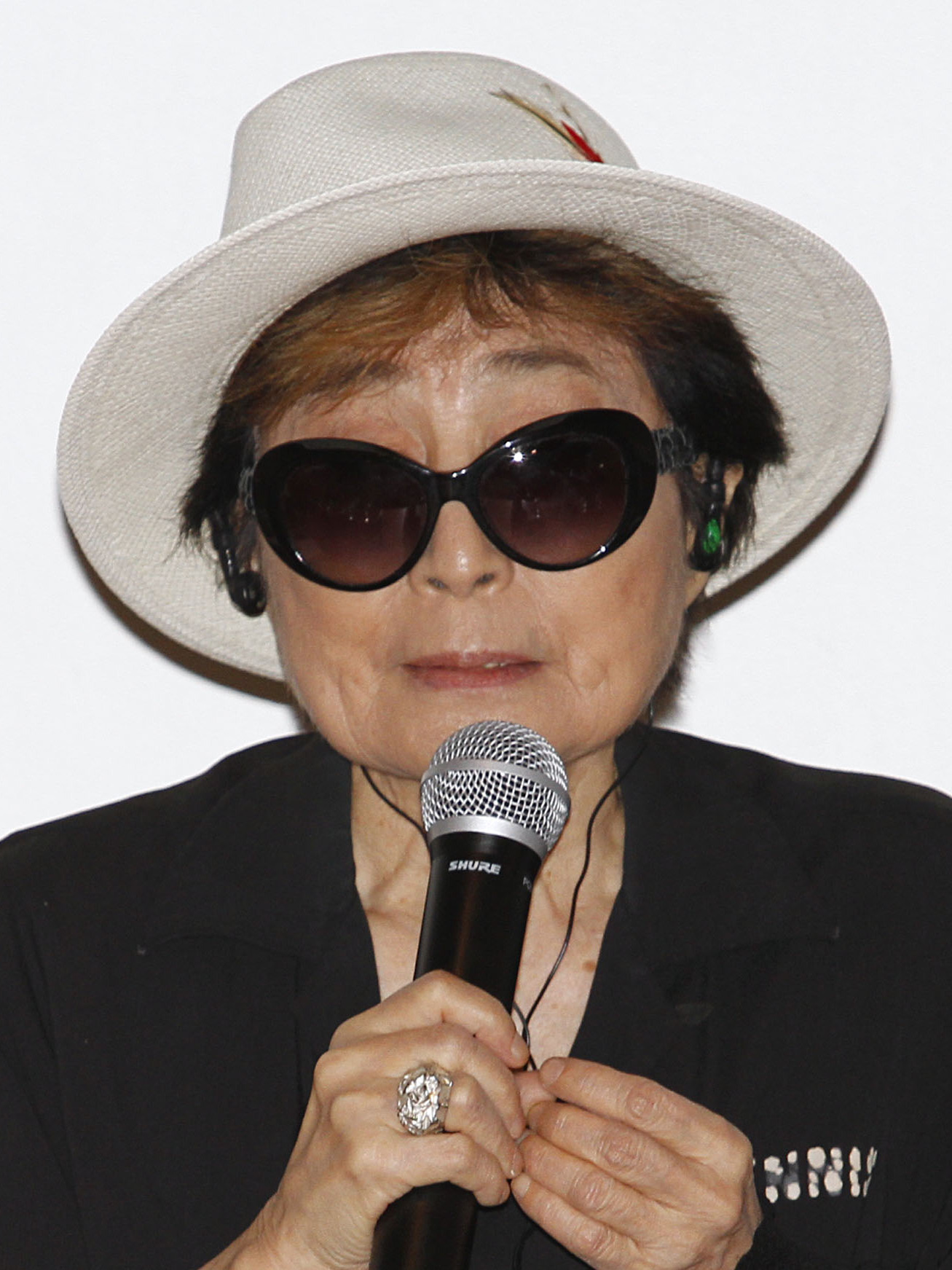
Yoko Ono, 2016

Im Jahr 2018, in dem Yoko Ono ihr 85. Lebensjahr vollendete, erschien das Album Warzone, das im Gegensatz zum Vorgängeralbum Take Me to the Land of Hell kein Album der Plastic Ono Band ist.
Wiederum ist die Instrumentierung, wie bei den vier vorangegangenen Studioalben Take Me to the Land of Hell (2016), Between My Head and the Sky (2009), Blueprint for a Sunrise (2001) und Rising (1995) schlicht gehalten.
Die Motivation hinter dem Album beschreibt Yoko Ono wie folgt: “We can either fight and kill or shake hands and make a beautiful world together…..Which would you like?” Sie ist der Überzeugung, dass die Gewalt in der Welt steigt und das die Menschen in einer „War Zone“ leben.
Vom Vorgängeralbum wurden die Musiker Erik Friedlander, Douglas Wieselman und Thomas Bartlett übernommen, letzterer übernahm ein Großteil der Instrumentierung und produzierte das Album. Bei den Liedern handelt es sich um Neuaufnahmen von Yoko Ono-Liedern: Why: Yoko Ono/Plastic Ono Band (1970), Now Or Never: Approximately Infinite Universe (1973) Woman Power: Feeling the Space (1973), Hell In Paradise, I Love All Of Me, Children Power, It's Gonna Rain und I Love You Earth: Starpeace (1985), Warzone und Where Do We Go From Here: Rising (1995), I'm Alive: Blueprint for a Sunrise (2001).
Laut CD-Begleitheft wurde das Lied Teddy Bear im Jahr 1985 geschrieben, ist aber nicht auf dem 1985er Album Starpeace enthalten.
Seit dem Jahr 2017 wurde Yoko Ono als Mitkomponisten bei dem Lied Imagine mit aufgeführt.
Die Aufnahmedaten des Albums sind nicht dokumentiert.
Das Album wurde, wie die Vorgänger-Studioalben Between My Head and the Sky, YOKOKIMTHURSTON und Take Me to the Land of Hell auf dem Label Chimera Music veröffentlicht und erschien auch als Vinyl-Langspielplatte.
Für die Lieder des Albums wurden animierte Musikvideos hergestellt.

## Cover
Die Covergestaltung erfolgte von Yoko Ono und David Correll. Die Zeichnungen auf dem Cover stammen von Yoko Ono. Der CD liegt ein 16-seitiges Begleitheft bei, das neben Fotos und Zeichnungen von Yoko Ono auch die Texte der Lieder beinhaltet. Weiterhin beinhaltet das Begleitheft eine Zeichnung von John Lennon aus dem Jahr 1972 sowie eine geschriebene Abhandlung von Ono mit dem Titel The Feminization of Society, die erstmals im Jahr 1972 veröffentlicht wurde.

## Titelliste
Alle Titel des Albums wurden von Yoko Ono komponiert, außer Imagine, bei dem Yoko Ono neben John Lennon seit 2017 als Mitkomponistin aufgeführt wird.
1. Warzone – 3:04
2. Hell In Paradise – 3:38
3. Now Or Never – 4:58
4. Where Do We Go From Here – 2:46
5. Woman Power – 4:01
6. It's Gonna Rain – 3:06
7. Why – 2:38
8. Children Power – 2:34
9. I Love All Of Me – 3:52
10. Teddy Bear – 4:06
11. I'm Alive – 0:22
12. I Love You Earth – 2:31
13. Imagine – 3:22

Japan-Bonus-Titel:
14. Midsummer New York (2018 alternate mix version) – 2:36

## Chartplatzierungen
Das Album verfehlte einen Einstieg in die offiziellen Hitparaden.